# Carlos Recalde
Carlos Ariel Recalde González (Ñemby,  Departamento Central, Paraguay; 14 de diciembre de 1983) es un exfutbolista y entrenador paraguayo que jugó como mediocampista. Es el entrenador del Resistencia Sport Club de la Primera División de Paraguay desde 2023.

## Clubes

### Como jugador
| Club                     | País      | Año       |
| ------------------------ | --------- | --------- |
| Guaraní CF               | Paraguay  | 2003      |
| Sol de América           | Paraguay  | 2004-2005 |
| Guaraní CF               | Paraguay  | 2005-2008 |
| San Martín de San Juan   | Argentina | 2008      |
| Argentinos Juniors       | Argentina | 2008-2010 |
| Cerro Porteño (Cedido)   | Paraguay  | 2009-2010 |
| Trinidense               | Paraguay  | 2011      |
| Independiente Rivadavia  | Argentina | 2011-2012 |
| Sol de América           | Paraguay  | 2012      |
| Olimpo de Bahía Blanca   | Argentina | 2013      |
| Sportivo Carapeguá       | Paraguay  | 2013      |
| Manta Fútbol Club        | Ecuador   | 2014      |
| 12 de Octubre            | Paraguay  | 2014      |
| Club Fernando de la Mora | Paraguay  | 2015      |

### Como entrenador
| Club           | País     | Año           |
| -------------- | -------- | ------------- |
| CD Capiatá     | Paraguay | 2019          |
| Resistencia SC | Paraguay | 2023-presente |